# Piëch Automotive
Piëch Automotive es un fabricante de coches eléctricos con sede en Zürich, Suiza, empresa fundada en agosto de 2017 por Rea Stark Rajcic y Anton “Toni” Piëch.

## Historia
Anton Piëch, hijo de Ferdinand Piëch, ex director general del Grupo Volkswagen y nieto de Ferdinand Porsche, fundó la empresa suiza fabricante de coches eléctricos Piëch Automotive con el diseñador industrial Rea Stark Rajcic.
Piëch Automotive presentó su primer modelo, el GT Mark Zero (o Mk0), en el Salón Internacional del Automóvil de Ginebra 2019.
La particularidad de la ingeniería de Piëch Automotive es su concepto modular, que permite mantener los componentes de software y hardware actualizados, con el fin de adaptarse a la evolución y el progreso técnico, por lo que el tren motriz es intercambiable, mientras que mantiene la estructura y la carrocería del vehículo. Todo el concepto del vehículo está diseñado y desarrollado para una fabricación eficiente con socios externos sin integrar verticalmente cualquier producción de la empresa.

## Concepto del Mark Zero

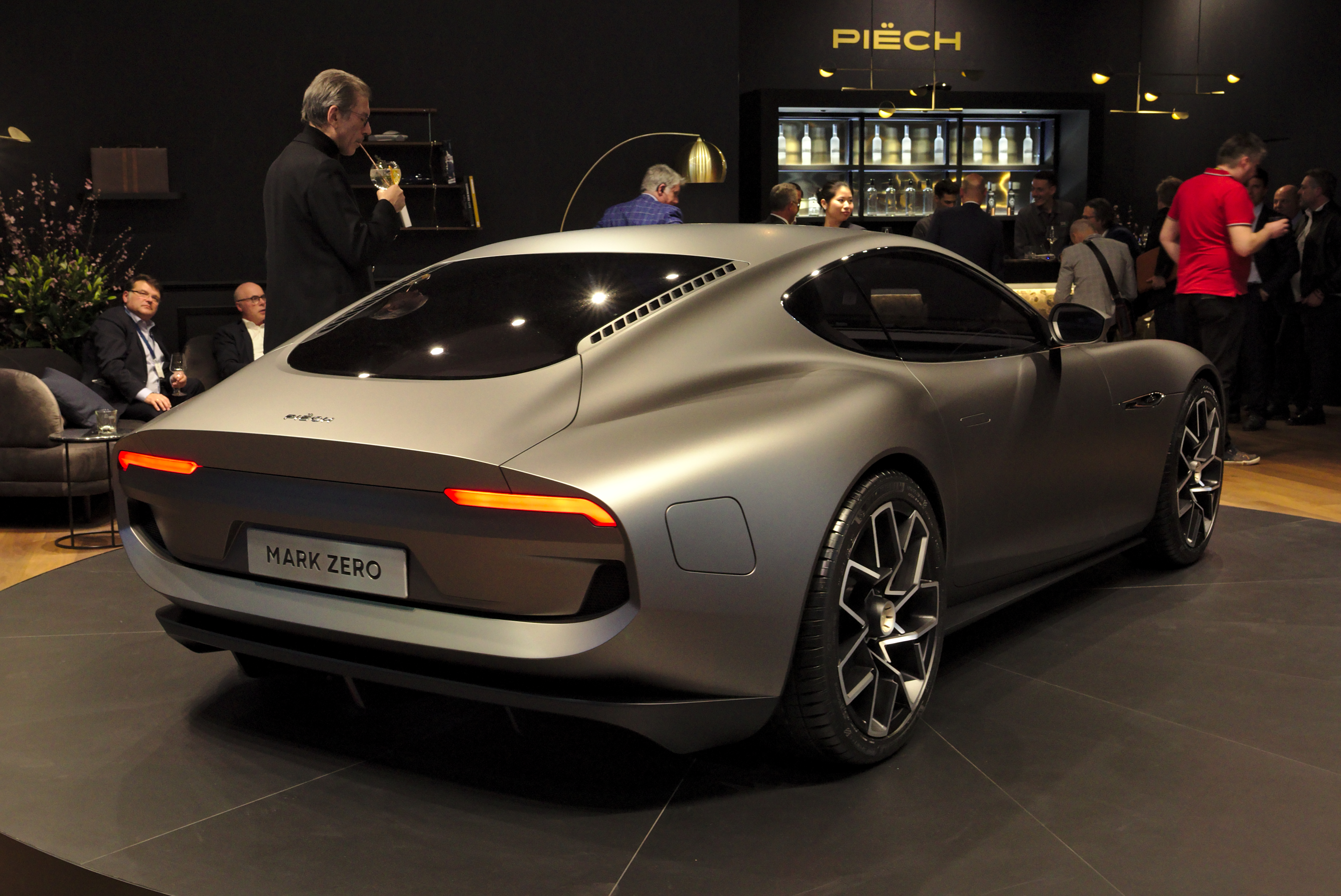

El Piëch Mark Zero GT, cuyos primeros bocetos datan de 2017, fue presentado como un concept car en el Salón del Automóvil de Ginebra el 5 de marzo de 2019.

### Diseño
El coche es un cupé deportivo de dos plazas con un estilo contemporáneo. Los primeros modelos se deben producir en 2022 y estarán equipados con motores eléctricos y una batería colocada en el túnel central a la altura del eje trasero, con un peso de 1.800 kg. El Mark Zero será compatible con trenes motrices térmicos, híbridos o de celdas de combustible gracias a su plataforma modular, que se planea usar en una SUV y un “sedán Piëch” en una segunda fase.

### Motorización
El Mark Zero está equipado con tres motores eléctricos, un motor eléctrico asíncrono de 150 kW montado en el eje delantero y dos motores eléctricos síncronos independientes de 150 kW cada uno montados en el eje trasero, que proporcionan una potencia total de 600 hp.
Su batería innovadora es 80 % recargable en 4 minutos 40 segundos en un terminal rápido de 380 kW que aún no se ha implementado en 2019, para un alcance de 500 km.

### Recepción
La evaluación del diseño del nuevo concept car fue principalmente positiva. Klaus Schmidt, por ejemplo, exdiseñador de autos deportivos de la BMW M GmbH, describe el diseño como único.